# جويس باول
جويس باول (25 مايو 1922 بمطماطة في نيوزيلندا - 14 يونيو 2003 بأوكلاند في نيوزيلندا) (بالإنجليزية: Joyce Powell) هي لاعبة كريكت نيوزلندية. شاركت مع منتخب نيوزيلندا الوطني للكريكت.

## وصلات خارجية
- جويس باول على موقع إي آس بي آن كريك إنفو (الإنجليزية)